# Руссільйон (кумарка)
42°40′00″ пн. ш. 2°49′00″ сх. д. / 42.666666666667° пн. ш. 2.8166666666667° сх. д.
Руссільйо́н (фр. Roussillion, вимовляється [ʀusiˈjɔ̃]), або каталанською Русальо́ (кат. Rosselló, вимовляється літературною каталанською [rusə'ʎo], у північнокаталанському діалекті [rusə'ʎu] або [rusi'ʎu], у валенсійському діалекті [rose'ʎo], ісп. Rosellón, вимовляється [rosəˈʎon]), — історичний район (кумарка) Каталонії, який зараз знаходиться у Франції. Найбільше місто району — Перпіньян, або каталанською Парпінья (лат. Perpinyà).

## Опис

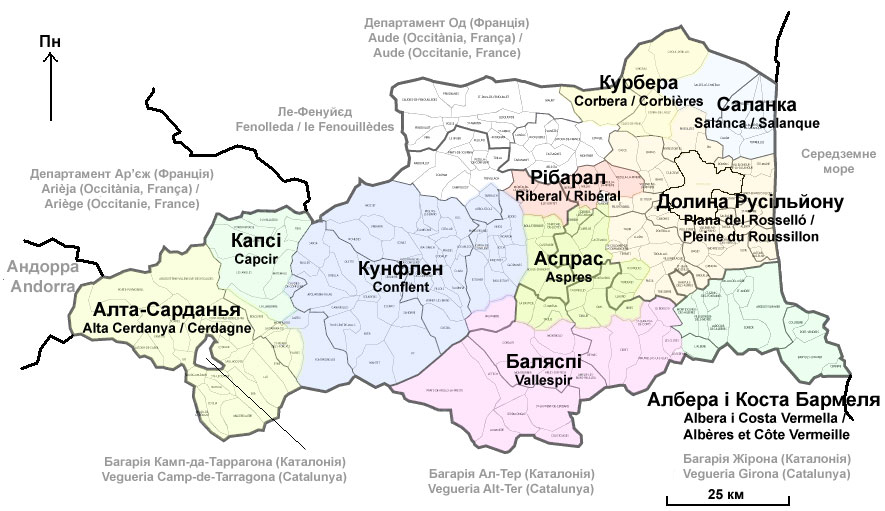
Географічні зони Руссільйону : Курбера, Саланка, Рібарал, Долина Русільйону, Аспрас та Албера і Коста Бармеля

У Франції Руссільйоном неофіційно називають весь департамент Східні Піренеї (колишню провінцію Руссільйон). Фактично ж Руссільйон — лише одна з 5 історичних кумарок (районів), з яких складається сучасний департамент Східні Піренеї і які після Війни Женців і за результатами Піренейського мирного договору були анексовані Францією (Алта-Сарданья, Капсі, Кунфлен, Руссільйон i Баляспі).
На території кумарки Руссільйон історично розміщувалось середньовічне Руссільйонське графство.
Кумарка Руссільйон ділиться на 6 географічних зон, або підрайонів (підкумарок) : Курбера (фр. Корб'єр), Саланка (фр. Саланк), Рібарал (фр. Рібераль), Долина Руссільйону, Аспрас (фр. Аспр) та Албера і Коста Бармеля (фр. Альбер і Кот Вермей).